# Franz Heilmayer

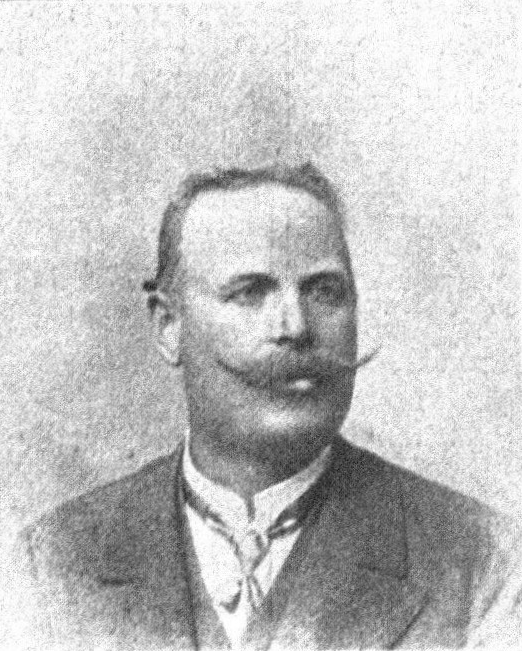
Franz Heilmayer

Franz Heilmayer (* 24. November 1858 in Mattsee, Salzburg  als Franz Xaver Carl Heilmayr; † 12. Februar 1920 ebenda) war ein österreichischer Politiker der Christlichsozialen Partei (CSP).

## Ausbildung und Beruf
Franz Heilmayer ging dem Beruf des Färbermeisters nach.

## Politische Funktionen
- 1907–1918: Abgeordneter des Abgeordnetenhauses im Reichsrat (XI. und XII. Legislaturperiode), Wahlbezirk Salzburg 4, Christlichsoziale Vereinigung deutscher Abgeordneter
- Mitglied des Gemeinderates von Mattsee
- 1903–1919: Bürgermeister (Gemeindevorsteher) von Mattsee
- Vorstand der Gewerbegenossenschaft für den Gerichtsbezirk Mattsee

## Politische Mandate
- 21. Oktober 1918 bis 16. Februar 1919: Mitglied der Provisorischen Nationalversammlung, CSP